# Pangong Tso
Pangong Tso hay hồ Pangong (chữ Tạng: སྤང་གོང་མཚོ; tiếng Hindi: पांगोंग त्सो; tiếng Trung: 班公错) là một hồ nội lục ở Himalayas nằm ở độ cao khoảng 4.350 m. Nó dài 134 km và kéo dài từ Ấn Độ đến Khu tự trị Tây Tạng, Trung Quốc. Khoảng 60% chiều dài của hồ nằm trong Khu tự trị Tây Tạng. Hồ rộng 5 km (3,1 mi) tại điểm rộng nhất của nó. Tất cả cùng nhau bao gồm 604 km2. Trong mùa đông, hồ đóng băng hoàn toàn, mặc dù là nước mặn. Nó không phải là một phần của khu vực lưu vực sông Indus và về mặt địa lý là một lưu vực sông không giáp biển riêng biệt.
Hồ đang trong quá trình được xác định theo Công ước Ramsar là vùng đất ngập nước có tầm quan trọng quốc tế. Đây sẽ là vùng đất ngập nước xuyên biên giới đầu tiên ở Nam Á theo quy ước.
Đảo Chim là đảo nổi tiếng nhất trong Pangong Tso.